# Norges-la-Ville
 Norges-la-Ville  es una población y comuna francesa, en la región de Borgoña, departamento de Côte-d'Or, en el distrito de Dijon y cantón de Fontaine-lès-Dijon.

## Demografía
| 203 | 224 | 424 | 554 | 605 | 839 |
| Para los censos de 1962 a 1999 la población legal corresponde a la población sin duplicidades (Fuente: INSEE [Consultar]) |     |     |     |     |     |